# Hunted (The Walking Dead)
«Cazado» —título original en inglés: «Hunted»— es el tercer episodio de la undécima temporada de la posapocalíptica horror serie de televisión The Walking Dead. El episodio 156 de la serie en general, el episodio fue dirigido por Frederick E.O. Toye y escrito por Vivian Tse. "Hunted" se lanzó en la plataforma de transmisión AMC+ el 29 de agosto de 2021, antes de transmitirse en AMC el 5 de septiembre de 2021.
El episodio continúa donde terminó el episodio anterior, el grupo de recolección separado lucha por unirse después de ser atacado por los Reapers. Juntos, Maggie (Lauren Cohan) y Negan (Jeffrey Dean Morgan) atienden a un herido Alden ( Callan McAuliffe) mientras continúan su camino hacia Meridian. Mientras tanto, en Alexandria, Carol (Melissa McBride) lidera un grupo para encontrar algunos de los caballos de la comunidad que han escapado. El episodio recibió críticas mixtas por parte de los críticos.

## Trama
Mientras los Reapers tienden una emboscada al grupo en el bosque, Cole es acorralado y asesinado por un Reaper después de que le cortaran la garganta, mientras que Duncan, Gabriel y Negan resultan heridos. en el proceso; el grupo se dispersa. Al día siguiente, Maggie continúa siendo perseguida por dos Reapers, pero luego se une a Negan y Alden en unos grandes almacenes abandonados. Allí, Maggie y Negan se defienden de los Reapers, matan a uno juntos y comienzan a escoltar a Alden gravemente herido a un lugar seguro. El trío continúa y se reúne con Duncan y Agatha mientras el primero está muriendo a causa de sus heridas; Duncan le implora a Maggie que lleve a Agatha a casa a salvo antes de morir y ser sacrificado por Maggie.
Mientras tanto, en las afueras de Alexandria, Carol, Rosita, Magna y Kelly recuperan algunos de los caballos escapados de la comunidad. Aunque muchos de los caballos han sido asesinados por caminantes, el grupo encuentra cuatro caballos sobrevivientes y los protege en una granja abandonada.
Al anochecer, Gabriel se ha recuperado de una herida infligida durante el ataque y encuentra a un Reaper mortalmente herido. El hombre (Hans Christopher) le pide a Gabriel que ore con él, insistiendo en que debe orar por sus enemigos, diciendo que pensaba que Gabriel "era un hombre de Dios", pero Gabriel dice "Dios ya no está aquí". y lo ejecuta. Al otro lado del bosque, el grupo de Negan continúa hacia el bosque, solo para que Agatha sea mordida por un caminante. Cuando rápidamente es abrumada y devorada, Agatha le ordena a Maggie que siga adelante sin ella; Negan se lleva a rastras a Maggie cuando ella se niega a irse.
Carol y su grupo traen los cuatro caballos de regreso a Alexandría; La recuperación de los animales trae una sensación de esperanza a la comunidad. Sin embargo, Carol se ve obligada a sacrificar a uno de ellos para proporcionar comida al grupo. La tensión también continúa creciendo entre Carol y Magna y Magna cree que deberían decirle a Kelly que Connie está muerta, a pesar de que ninguno sabe si está viva o no.
Maggie se refugia en una iglesia con Negan y Alden y sigue decidida a recuperar suministros del depósito de suministros en Arbor Hills. Alden insiste en que está demasiado herido para continuar y pide que lo dejen atrás; Negan le implora a Maggie que haga la llamada, pero ella desafiante lo culpa por la caída de Hilltop. Sin embargo, Negan no se inmuta e insiste en que Maggie debe decidir qué hacer de todos modos. Finalmente acepta obedecer los deseos de Alden; ella continúa con Negan, aunque rápidamente se siente incómoda cuando Negan mata a un caminante con una palanca de una manera similar a como él mato a Glenn.

## Recepción

### Recepción crítica
El episodio recibió críticas generalmente mixtas por parte de los críticos. En Rotten Tomatoes, el episodio tiene un índice de aprobación del 54% con una puntuación promedio de 6,7 sobre 10, según 13 reseñas. El consenso crítico del sitio dice: "Mientras el rencor latente entre Maggie y Negan continúa generando tensión, 'Hunted' encuentra a 'The Walking Dead' tropezando con un ritmo entrecortado y atajos de narración baratos". Ron Hogan de Den of Geek le dio al episodio 4 de 5 estrellas y escribió: "En lo que respecta a las aberturas frías, esta se calienta y, aunque se quema sola rápidamente, es una configuración perfecta para el siguiente episodio, que presenta a The Walking Dead en modo de caza tanto para la trama A como para la trama B." Erik Kain de Forbes calificó el episodio de "débil" y escribió: "Los dos primeros fueron mejores (aunque mejores aún como un episodio largo), pero cuando colocas los tres uno al lado del otro, es bastante comienzo inestable para la última temporada de The Walking Dead'que hace poco para hacerme optimista para lo que viene después.
Escribiendo para The A.V. Club, Alex McLevy le dio al episodio una calificación de "B-", escribiendo "Los méritos de este episodio comienzan y terminan con el arco de Maggie y Negan" y que "Desafortunadamente, 'Hunted' también está estructurado como un episodio muy típico, lo que significa que hay tramas B y tramas C que seguimos recortando, ninguna de las cuales se maneja con mucha gracia".

### Calificaciones
El episodio fue visto por 1,87 millones de espectadores en los Estados Unidos en su fecha de emisión original.Marcó una disminución en los ratings respecto al episodio anterior.